# キン肉バスター

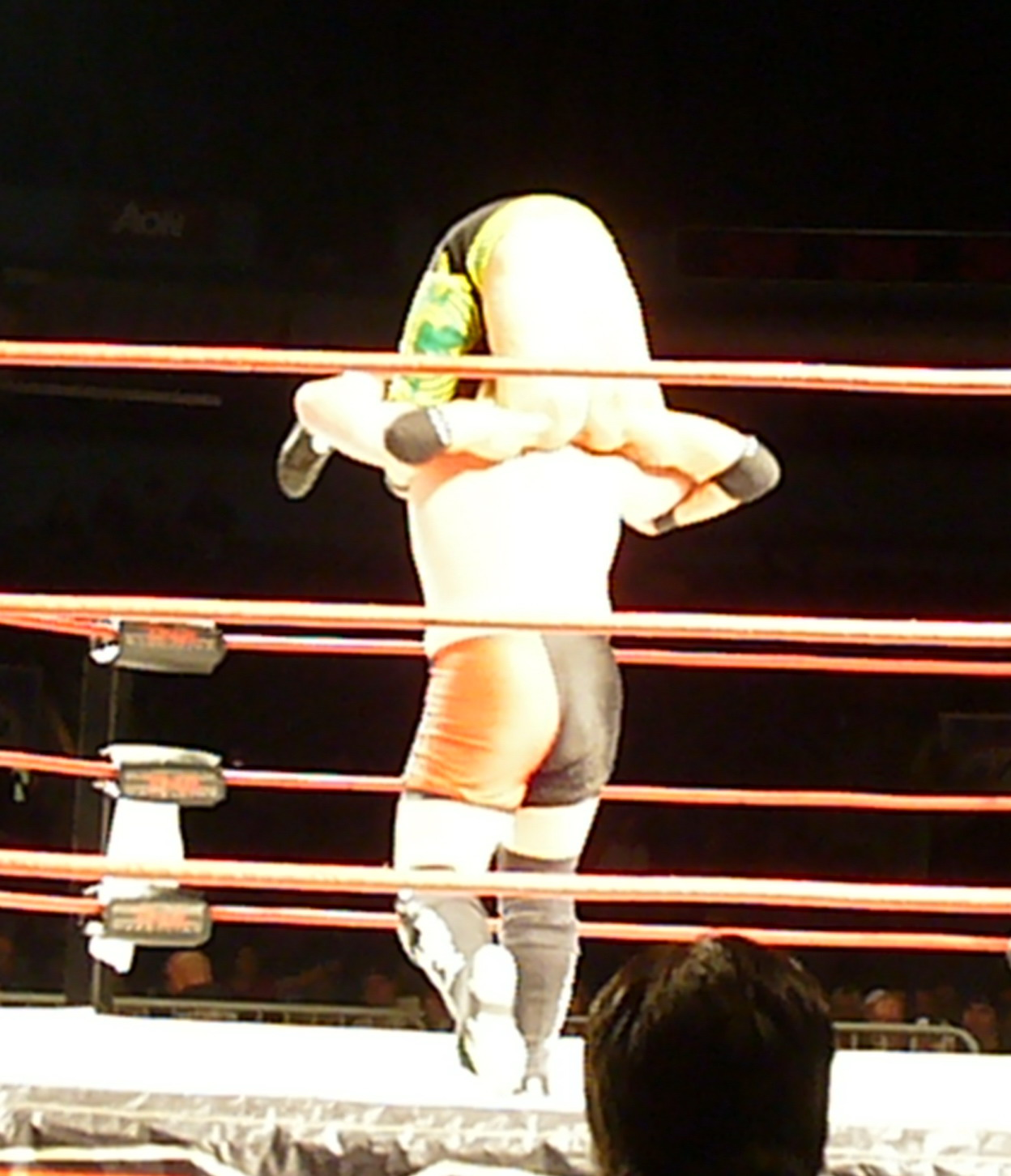
サモア・ジョーによるキン肉バスター（マッスルバスター）。

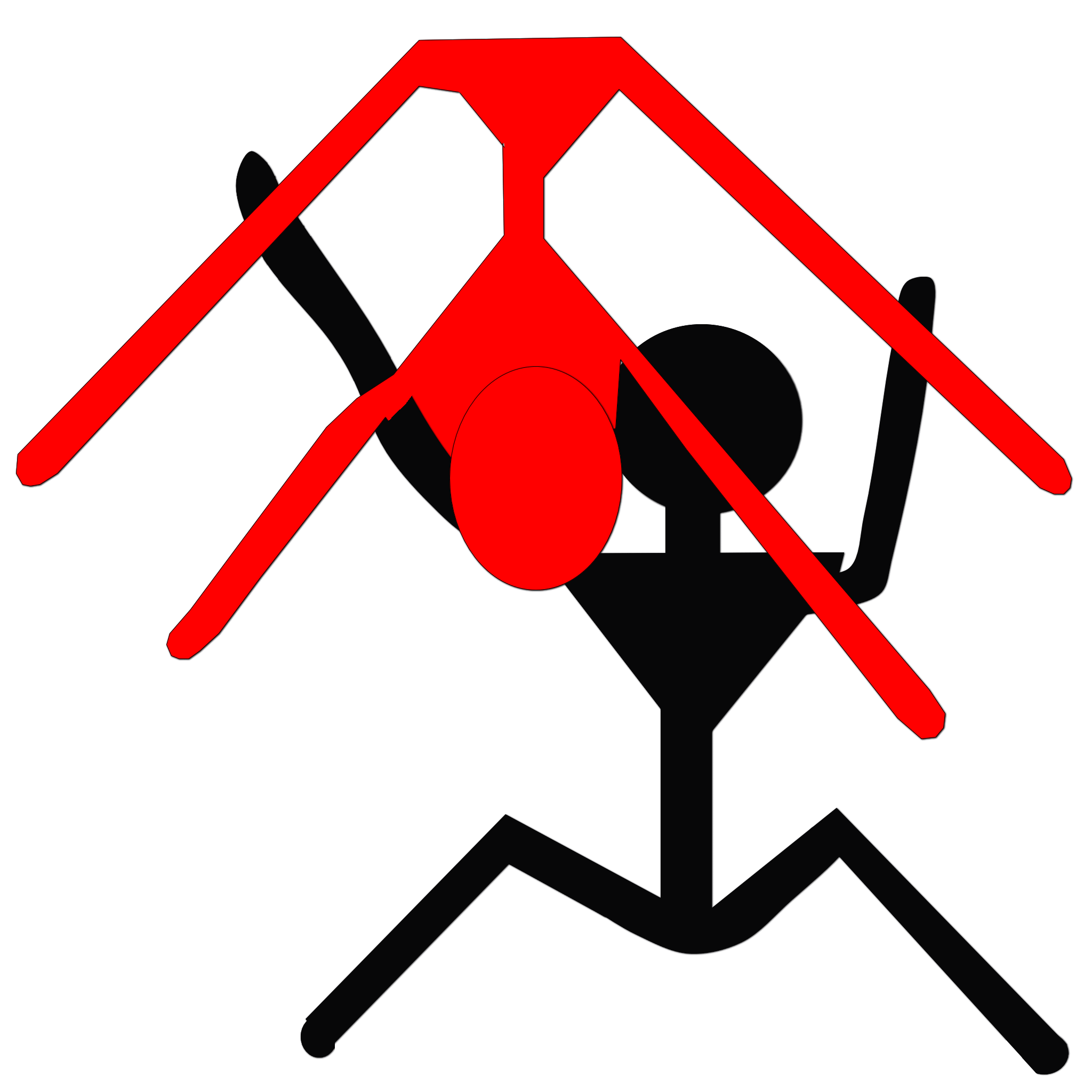
落下時のキン肉バスターの体勢。

キン肉バスター（キンにくバスター）は、ゆでたまごによる漫画『キン肉マン』と、その続編『キン肉マンII世』および、それらを原作としたテレビアニメに登場する必殺技の名称。
作中では主に主人公のキン肉マンとキン肉万太郎が使用。実際のプロレスでも用いられることがある。
頭上で逆さに持ち上げた相手の両腿を手で掴み、相手の首を自分の肩口で支える。この状態で空中から尻もちをつくように着地した衝撃で同時に首折り、背骨折り、股裂きのダメージを与える。逆さまの相手を肩口に乗せるように抱え上げる体勢はブレーンバスターのようだが、頭部や背部をマットに叩きつける投げ技であるブレーンバスターと異なり、種類としては関節技に近い。キン肉マン自身「関節を痛めつける技」と発言している。

## バリエーション
キン肉バスター
キン肉マンがプリンス・カメハメから伝授された48の殺人技の一つ。主な使い手はキン肉マンと、その息子であるキン肉万太郎。単独で使用する場合、キン肉マンは主にフィッシャーマンズスープレックス、万太郎はネックブリーカーの体勢から相手を持ち上げて技をかける。『キン肉マンII世』の冒頭においては、五所蹂躙絡み（ごところじゅうりんがらみ）の名称が与えられ、キン肉族の家宝となっている。のちの読み切り『キン肉バスター誕生秘話!!の巻』にて、カメハメは「五所蹂躙絡み」の名称で考案したが、キン肉マンへの伝授に当たり、フェイバリットとなる可能性の高さから名称を再考させた設定になっている。
強靭な腰の力と肩・腕力を要し、テリー・ザ・キッドが使用を試みた際は父親のテリーマンから「あれはキン肉族の強靭な筋肉があるからこそできる技」と説明されている。ただし『キン肉マン』における夢の超人タッグ編や『キン肉マンII世 究極の超人タッグ編』ではカメハメ（の霊）に師事したテリーマンが使用している。
作中における初登場は超人オリンピック ザ・ビッグファイト決勝戦での対ウォーズマン戦。首折り・背骨折り・股裂きの三大技を集約した完璧な必殺技と評される。
実際には「首のフックが甘い」などの弱点があり、「首のフックをはずす（ネック・エスケープ）」や後述のバッファローマン版キン肉バスター破り・リベンジバスター、遠心力で回転させて上昇し屋根に炸裂させる新・キン肉バスターなど、複数の返し技で破られている。この弱点を克服すべく、キン肉マンや万太郎および彼らの好敵手であるアシュラマン、スカーフェイスらが自分の技として取り込み、改良の結果として様々なバリエーションが生み出された。
新キン肉バスター（ネオキン肉バスター）
7人の悪魔超人編における対バッファローマン戦にて初使用。バッファローマン版・キン肉バスター破りで体勢を入れ替えられたキン肉マンが、「火事場の逆噴射」で回転し両手で上昇気流を起こすことで天井に着地する。
ダブル・キン肉バスター
1. キン肉マンの必殺技。7人の悪魔超人編における対バッファローマン戦にて使用。新キン肉バスターとキン肉バスターを連続してかける荒業。バッファローマンを含めた7人の悪魔超人との戦いに終止符を打つフィニッシュ・ホールドとなった。
2. W・キン肉バスターとも表記。2人の対戦相手に同時にかける技。『キン肉マンII世 究極の超人タッグ編』において、ブタ肉マンに扮したカオスが、人間である一等マスクとロビンマウスに対して使用。当時のカオスは「体重の軽い人間がタイミングよく乗っかってくれるから可能な技」（つまり、技をかけるには相手の協力が必要）と語っていた。なお、テレビアニメ版のエンディング「キン肉マンボ」ではキン肉マンがキン骨マンとイワオに対して同様の技をかけていた。
3. 後述のバスターバリエーションPART5も『究極の超人タッグ編』においてW（ダブル）キン肉バスターと呼ばれている。

口さけキン肉バスター
黄金のマスク編における対スニゲーター戦にてキン肉マンが使用。相手の両腿ではなく上顎・下顎をつかんで技をかけ、口を引き裂く。
サイドキン肉バスター
黄金のマスク編における対悪魔将軍戦にてキン肉マンが使用。ロープの反動を利用して横方向に飛び、競技場の壁にぶつける。相手がロープをつかみ、掛け手と受け手が逆転したことで返された。
キン肉バスターイモータル
超神であるマグニフィセントとの戦いでキン肉マンが使用したキン肉バスターの発展進化技。相手の両足を×字状につかむことで、首を抜き脱出される通常のキン肉バスターの弱点を克服している。
ターンオーバー・キン肉バスター
キン肉万太郎の必殺技。通常のキン肉バスターから相手の体のみ前後逆に入れ替えた状態で技をかける。
マッスル・G（マッスル・グラヴィティ）
キン肉万太郎の必殺技。相手を捉えて落下するまでは通常のキン肉バスター（何らかの改良が加えられており、この段階でもリベンジバスターで返せない）だが、降下中に発動させた火事場のクソ力により強烈なGが加え、相手の身体が強風を受けたヨットの帆のように反り返る。さらに相手の顔面を自身の肩にホールドした状態で相手の両腕を脚で挟み込み着地する（その際、双方の身体はアルファベットの「G」を形作る）。
その威力はキン肉バスターの三つの効果に加え、両腕と肋骨をへし折り、内臓にもダメージを与えるほど。後述するマッスル・エボルシオンの一部としてのマッスル・Gを見たテリーマンの感想は「キン肉バスターが極める五箇所（首・背骨・腰骨・左右の大腿骨）に加え肋骨と内臓を極める七個所極め」。
キン肉バスターの弱点であった首からの脱出（そもそもロックする部位は首ではなく両腕）や、バッファローマンやアシュラマン式の腕や脚によるバスター破りは、不自然な体勢と強烈な重力のため不可能。現時点ではキン肉バスターの究極進化系となっている。
クアドラプルバスター
サタンクロスの必殺技。4本の腕を活用して、相手の両腿と両腕をフックする。
阿修羅バスター（アシュラバスター）
アシュラマンの必殺技。別名「トリプルキン肉バスター」。6本の腕をフル活用して相手の両腿のみならず両腕・両足首まで完全にフックし、キン肉バスター返しやネオキン肉バスターへの移行を封じる。また、キン肉バスターの三要素に足首折りとチキンウイングアームロックも加わり、相手の四肢にもダメージを与える。しかしキン肉バスター同様に首のフックが甘く、キン肉マン戦ではそこを突かれて回避された。
改良阿修羅バスター（かいりょうアシュラバスター）
アシュラマンの必殺技。夢の超人タッグ編における対ニュー・マシンガンズ戦でのジェロニモに使用。阿修羅バスターの弱点である「首のロックの甘さ」を克服すべく、一対の腕は相手の両腿ではなく頭をつかんで技をかける（着地時には冠の突起で相手の頭を串刺しにする）。
技の精度は上がったが、相手の頭のロックに意識が集中しすぎるため、威力が落ちていると『キン肉マンII世』で説明されている。
超神であるザ・バーザーカー戦では、自身の腕を悪魔六騎士のものに変えサンシャインの腕で頭を押さえながらジャンクマンの腕の棘で相手の胸を刺し固定する変形型をフィニッシュに用いた。改良阿修羅バスター同様に2本の腕で相手の頭をロックするが、ロック方法および攻撃部位（頭蓋骨砕きではなく首折り）が異なり、技名を「阿修羅バスター」としている。
アルティメット・阿修羅バスター（アルティメット・アシュラバスター）
再生アシュラマンの必殺技。阿修羅バスターのさらなる改良型。6本の腕で相手の両腕・両腿・両足首をつかんだうえでアルティメット・スカー・バスター同様に両脚を相手の首に絡めて落下する。上述した精度や威力の低下といった弱点を克服した、阿修羅バスターの集大成。現時点で一度だけ破られている。
ブラッドユニット阿修羅バスター（ブラッドユニットアシュラバスター）
アシュラマンの必殺技。完璧超人始祖のジャスティスマン戦にて使用。改良阿修羅バスターのフックを外された直後、6本の腕で頭をつかみ、落下時のヘッドバットによる脳天破壊のみに特化させたもの。実質的にバスター技ではないが、阿修羅バスターから派生しているためその名を冠している模様。「ブラッドユニット」は仲間の悪魔超人から借りた腕で技を放つことに由来する。決めることには成功したが、ジャスティスマンの強固な頭部には通じなかった。
アルティメット・スカー・バスター
スカーフェイスの必殺技。キン肉バスターの体勢から自分の両脚を跳ね上げ、相手の首を三角絞めのように捉えて落下する。首へのフックの甘さを克服し、三角絞めによる首へのダメージも増大した。その完成度の高さは、一部のキン肉バスターの回避技が通用しない。再生アシュラマンに破られるまで「バスター中のバスター」と注目され恐れらた。
ペルフェクシオンバスター
ネメシスの技。基本はキン肉バスターと同じだが、相手の両腕を自分の両脚でロックし尻のみで着地する。劇中ではリベンジバスターの体勢から入っている。
バイキングバスター
パイレートマンの技。頭上で逆さに持ち上げた相手の胴体を両腕で挟み込みながら落下する。
バロンバスター
アニメオリジナルキャラクターであるダーティバロンの技。見た目はキン肉バスターそのものだが、ダーティバロンいわく「キン肉マンのものよりスケールが大きく強烈」。
スコーピオン・バスター
ワンダースワンカラー用ゲーム『キン肉マンII世 超人聖戦史』の主人公ザ・マスクの必殺技。通常のキン肉バスターから相手の体のみ前後逆に入れ替えた、相手の首を肩でひっかけて体を反り返らせた状態でかける。

## タッグ技
マッスル・ドッキング
キン肉マンとキン肉マングレート（カメハメまたはテリーマン）によるタッグ技。夢の超人タッグ編における対四次元殺法コンビ戦にて初使用。空中で上方側がキン肉バスター、下方側がキン肉ドライバーをかけ、肩車の要領で合体したまま落下する。破壊力はそれぞれの技を単体で決めた際の10倍ともされる。
バスターバリエーションPART5（バスターバリエーションパートファイブ）
キン肉マンとテリーマンによるタッグ技。夢の超人タッグ編における宇宙超人タッグ・トーナメント決勝戦（対ヘル・ミッショネルズ戦）にて使用。1人の相手に対し、左右から2人がかりでキン肉バスターをかける。ビッグ・ザ・武道に使用し、その正体がネプチューン・キングであることを暴いた。
バスターバリエーションPART6（バスターバリエーションパートシックス）
キン肉マンをはじめとする、バスター系の使い手同士によるタッグ技。ゲーム『キン肉マン ジェネレーションズ』オリジナル技。掛け手はお互い背中合わせに立ち、相手2人の脚を片方ずつとらえキン肉バスターをかける。
バスターズ・ドッキング
上記の技を完璧・無量大数軍のネメシスとポーラマンが使用した際の技名。バッファローマンとスプリングマンに阻止された。
マッスル・コラボレーション
キン肉マンとキン肉万太郎によるタッグ技。『キン肉マン ジェネレーションズ』オリジナル技。キン肉マンがサイドキン肉バスター、万太郎がマッスル・ミレニアムをかけ、リング中央で合体する。
NIKU→LAP（ニク・ラップ）
万太郎とケビンマスクによるタッグ技。1人の相手に対して、万太郎のキン肉バスターとケビンのOLAPを同時にかける。
マッスル・エボルシオン
万太郎とカオス・アヴェニールによるタッグ技。万太郎が1人の相手にマッスル・Gをかけ、カオスはもう1人にジャパニーズ・レッグクラッチホールドをかけてジャンプ。カオスが空中で万太郎をつかみキング・ジャーマン・スープレックスをかけ着地時の勢いをつける。万太郎はカオスに自重をかけることで相手の背中を強打させ、さらに脚のホールドの破壊力も倍増させる。
アルティメット・バスター
万太郎とスカーフェイスのタッグ技。スマートフォンゲーム『マッスルショット』オリジナル技。相手2人に対し、万太郎とスカーフェイスが繰り出すキン肉バスターの合体技。

## 返し技
上述のように、『キン肉マン』では様々な返し技が研究・開発されたが、『キン肉マンII世』の時代では使い手（キン肉マンやアシュラマンなど）が第一線を退いたことで、返し技も廃れていった。しかし新たな使い手（キン肉万太郎やスカーフェイスなど）の出現により再び返し技の復活・改良が進んでいく。
バッファローマン版・キン肉バスター破り（キン肉バスター返し、リベンジバスター、リベンジ・キン肉バスター）
バッファローマンが考案し、7人の悪魔超人編における対キン肉マン戦にて使用。バッファローマンいわく「6」を「9」にする返し技。『キン肉マン』ではピークア・ブーが、『キン肉マンII世』ではスカーフェイスとザ・ドゥームマンがこれを使用してキン肉バスターを破っている。
技をかけられている最中、フリーになった両脚の反動を利用して上下の体勢を入れ替えて逆転する。ただし、これを可能とするには、キン肉バスターを仕掛けた側の10倍の超人強度を要するという。
この技の発想は、ゆでたまごの作画担当・中井義則がキン肉バスターを見て「これ、逆さにしても同じ技になるんじゃない」と気づいたことによるもの。
火事場の逆噴射
キン肉マンがバッファローマンに対して使用。キン肉バスターにかけられた状態で火事場のクソ力を発動し、重力に逆らって高速錐揉み回転しながら上昇する（その後、新キン肉バスターへと移行する）。
プラネットマン版・キン肉バスター&ネオキン肉バスター破り
プラネットマンが使用。宇宙地獄を司る能力により周囲を宇宙空間に変え、着地するための地面や天井をなくして技を無効化させる。
アシュラマン版・キン肉バスター破り
アシュラマンが使用したキン肉バスター破り。技が決まる前にロックされていない腕でマットに手を付いて着地の衝撃を防ぐ。
『キン肉マンII世』では万太郎のマッスル・Gをこの方法で破ろうとしたが、凄まじい加重を受け腕が動かせず失敗した。
アシュラマン版・新キン肉バスター破り（ネオキン肉バスター破り）
アシュラマンが使用。新キン肉バスターを破る技。上記と同様だが天井に手を付く。
ネック・エスケープ・キン肉バスター破り
対アシュラマン戦にてキン肉マンが使用。ロックが不完全な首を引き抜いて脱出し、体を半回転させてパイルドライバーを仕掛けた。これにより阿修羅バスターを破ったが、自身のキン肉バスターも同じ方法で破れることを証明してしまった技でもある。のちにスカーフェイスも使用。万太郎にキン肉バスターをかけられた際、首のフックを抜き、パワーボムで返した。
ジェイド版キン肉バスター破り
『Vジャンプ』版にてジェイドが使用。技をきめる瞬間に左腕のシールドを丸ノコのように回転させ、胸を切り裂き脱出する。
サイドキン肉バスター返し
悪魔将軍が使用。ロープにつかまって技を無効化し、さらに反動を利用してサイドキン肉バスターを仕掛ける。
アルティメット・スカーバスター破り（キン肉万太郎版）
キン肉万太郎が使用。抱え上げられた後、首がロックされる前にリングの鉄柱を引き抜いて（同時にフェイントとして、鉄柱にしがみつき抱え上げを防ぐように見せかけた）相手の脚の間に差し込み首のロックを防ぐ。
ターンオーバー・キン肉バスター破り
超人オリンピック決勝にてケビンマスクが使用。既存のバスター破り同様、首のロックを外しジャーマン・スープレックスをきめる。
アルティメット・スカーバスター破り（アシュラマン版）
アシュラマンが使用。天井のように伸びるジェネラル・リブにぶら下がって落下を防ぎ、自らの歯を噛み砕いて頭の大きさを変え、三角締めから首を抜いて脱出。自身がアルティメット・阿修羅バスターをかける。
アルティメット・阿修羅バスター破り
キン肉万太郎が使用。首のロックを抜くのではなく、あえてさらに体を捻じ込み隙間を作ることで首のおさえを外し、火事場のクソ力で阿修羅バスター破りに移行する（その後、マッスル・Gにつなぐ）。
アルティメット・スカーバスター破り（セイウチン版）
セイウチンが使用。首のへこみを隆起させ、足のフックを外して首に噛みつく。
バスター・クラッシュ
『週刊プレイボーイ』掲載時はキン肉バスタークラッシュ。万太郎がキン肉マンに対して使用。キン肉バスターがきまる寸前にチョークスリーパーをかけて、その体勢でコーナーポストに頭を叩きつける。
パラシュートアンカー
パイレートマンがキン肉マンに対して使用。パラシュート状にした上着によってキン肉バスターの降下をストップさせる。
このように、キン肉バスターの使い手たちは返し技の名手でもある。また、ミートによるとバスター技の使用者はバスター技の受身の名手でもあり、相手に技をかけられても通常よりダメージを抑えられるという。

## 実際のプロレス技
オリジナル技はエル・マテマティコが編み出したメキシコ式の複合関節技の一種ラ・マテマティカである。いわゆるキン肉バスターの形で締め上げて各関節にダメージを与える。日本ではサムソン冬木がメキシコ帰還後に持ち込んだサムソン・ストライカーが初となっている。マテマティコの状態から後方へ倒れ込むように投げる技だった。相手の頭部から背面に打撃を与える形はブレーンバスターの変形ともいえる。これらは漫画『キン肉マン』におけるキン肉バスター登場以前に生まれている。だが作者の嶋田隆司（ゆでたまご）は、（ラ・マテマティカが原型ではなく）オリジナル技であるとTwitterにて発言している。
日本のプロレスで使用されるキン肉バスターは『キン肉マン』からの影響が強いが、見た目以上に受け手へのダメージが高いため、冬木は危険すぎると禁じ手にしたこともある。ただし仮に漫画と同型で使用した場合、受け手のみならず、かける側の体にも大きな負担がかかり垂直に着地することは難しい。
モハメド ヨネは「キン肉バスター」の名称使用にあたりキン肉マンの原作者・ゆでたまごの承諾を得ている。また丸藤正道とのグローバル・ハードコア・クラウン戦にて、マットから持ち上げ尻もちで着地という原作の形に近いキン肉バスターを放っている（異なる点はジャンプの高度）。のちに『キン肉マン 特盛』にて「以前、試合でキン肉バスターを使ったら、（相手の）記憶が吹っ飛んでしまった」と語っている。
2009年5月29日開催のキン肉マニア2009におけるメインイベントにて、美濃輪育久とキン肉マンが交互にキン肉バスターをかけ合っている。美濃輪は相手を抱え上げてから膝で、キン肉マンは尻で着地した。美濃輪のキン肉バスターは「掟破りの逆キン肉バスター」と呼ばれている。

### 主な使い手
注記がないものはブレーンバスター型で使用。
- モハメド・ヨネ - 通常型のほか、フィッシャーマンズ・スープレックスのクラッチから移行する直下式を「夢で逢いたい」として使用。
- 気仙沼二郎（気仙沼落とし）[注 2] - 通常型のほか、ジャンピング式を「真・気仙沼落とし」として使用。
- 横須賀ススム
- 池田大輔
- 大王QUALLT
- 田村ハヤト（ハヤトオーケストラ）
- 尾崎妹加（マイカバスター）
- ジャングル叫女（ジャングルバスター） - 原型通りシットダウン式で使用。
- サモア・ジョー（マッスルバスター）
- Aトレイン（ジャイアント・バーナード）

### 派生技
レタドール
フラミータの得意技。キン肉バスターの形から相手を上に跳ね上げ、自らも背中から倒れこんで膝を突き立て相手の顔面または腹部に当てる。
ロミーナ
フラミータの得意技。キン肉バスターの形から相手を上に跳ね上げ、自らは開脚ジャンプしてシットダウン式パワーボムの要領で落とす。
キン肉大移動
彰人の得意技。キン肉バスターの形にかついでニーダウンしつつスパイン・バスターの要領で相手を前に背中から落とす。上記のレタドールをもとに開発。
キン肉大断裂
彰人の得意技。キン肉バスターの形にかついで自らは前に倒れこみつつ相手を前に投げ出して膝から落とす。
ブラック・ファイヤー・ドライバー
フェニックスの得意技。キン肉バスターの体勢から自らが旋回する勢いで相手の頭部を軸にして前方に旋回させ、シットダウンして落とす変形みちのくドライバーII。